# Zabełcze (województwo lubelskie)
Zabełcze – wieś w Polsce położona w województwie lubelskim, w powiecie kraśnickim, w gminie Annopol.
W latach 1975–1998 miejscowość administracyjnie należała do województwa tarnobrzeskiego.
Wieś stanowi sołectwo gminy Annopol. Według Narodowego Spisu Powszechnego (III 2011 r.) wieś liczyła  88 mieszkańców.

## Historia
Według Słownika geograficznego Królestwa Polskiego z roku 1895 Zabełcze wieś nad Wisłą w ówczesnym powiecie janowskim, gminie Kosin, parafii Borów, odległe 30 wiorst od Janowa a 3 wiorsty od Zawichosta. W roku 1895 było tu 23 domy 188 mieszkańców 120 mórg ziemi. Wieś ta wchodziła w skład starostwa zawichostskiego i aż do początku XIX stulecia leżała na lewym brzegu Wisły, która płynęła poprzednio tak, iż oddzielała Zabełcze od Kosina. Około roku 1820 rzeka zmieniła kierunek i odłączyła Zabełcze od dawnej ziemi sandomierskiej. Mimo to do roku 1867 zaliczano Zabełcze i Janiszów do dawnego powiatu sandomierskiego.